# Kerr Smith
Kerr Van Cleve Smith (Exton, 9 marzo 1972) è un attore statunitense.

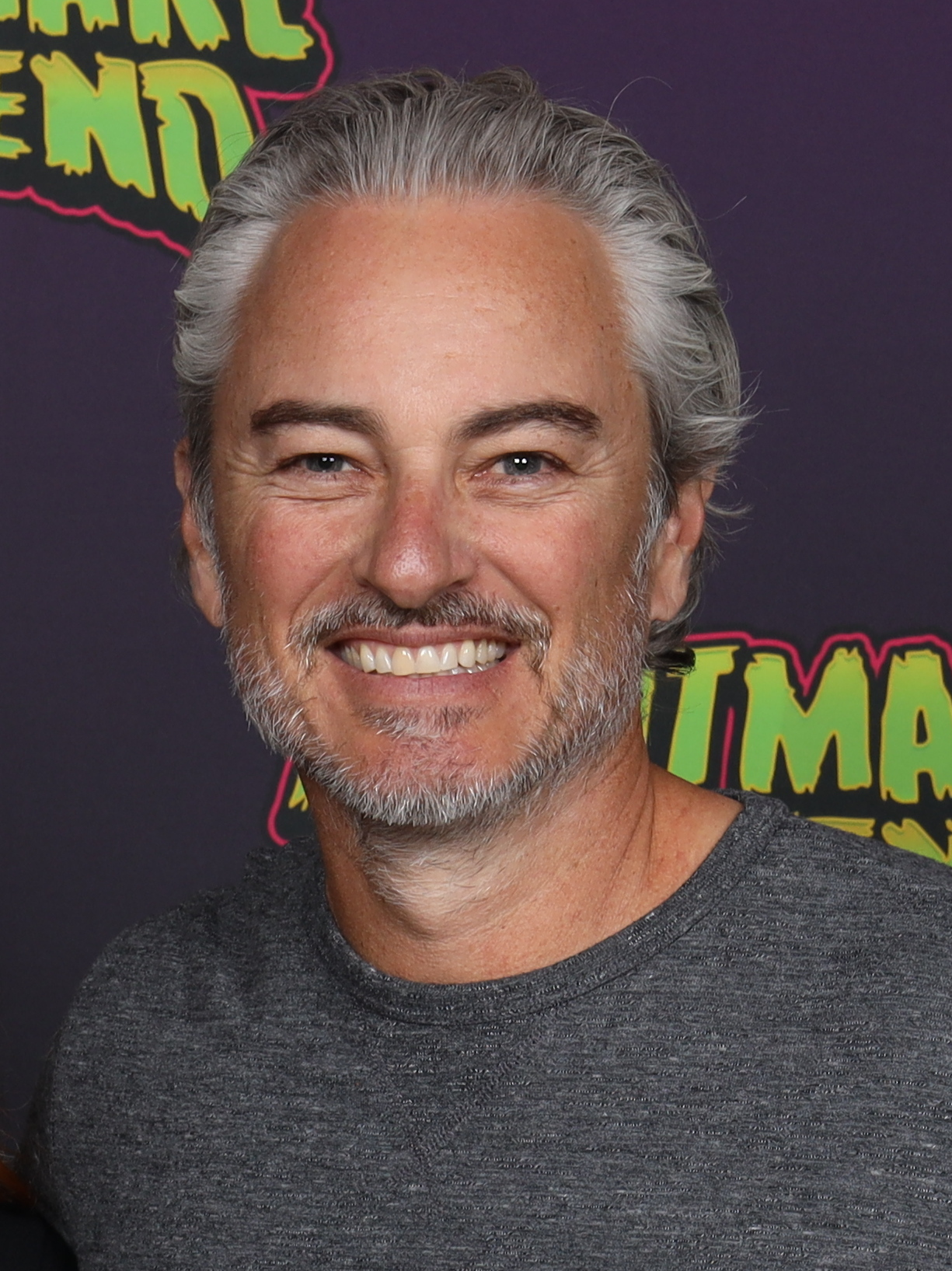
Kerr Smith nel 2024.

È noto principalmente per aver interpretato il personaggio di Jack McPhee nella serie televisiva Dawson's Creek.

## Biografia
Nato in Pennsylvania ma cresciuto nel Connecticut, l'esordio cinematografico è avvenuto nel 1995 con una piccola parte in L'esercito delle 12 scimmie, con Bruce Willis e Brad Pitt. Ha recitato soprattutto in serie TV, come Dawson's Creek, per il quale è diventato famoso con il ruolo di Jack McPhee, e del quale ha anche diretto un episodio. È stato anche protagonista in tutta la settima stagione di Streghe ed è uno dei principali personaggi delle serie televisive Justice - Nel nome della legge e Life Unexpected andati in onda su rai 2. Inoltre ha partecipato a singoli episodi di altre serie quali Baywatch e CSI. Tra i film di cui è stato protagonista: Final Destination nel 2000, San Valentino di sangue 3D (nel ruolo dello sceriffo della città, Axel) nel 2009.
È stato sposato dal 2003 al 2009 con l'attrice Harmoni Everett.
Smith ha recitato in tutte le tre versioni di CSI: CSI – scena del crimine, CSI: Miami, CSI: NY, ha inoltre partecipato ad un episodio pilota che non venne poi ordinato per diventare un telefilm: Silver Lake (nel 2004).

## Filmografia

### Cinema
- Hit and Runway, regia di Christopher Livingston (1999)
- Lucid Days in Hell, regia di John Brenkus (1999)
- Il club dei cuori infranti (The Broken Hearts Club: A Romantic Comedy), regia di Greg Berlanti (2000)
- Final Destination, regia di James Wong (2000)
- Desert Vampires (The Forsaken), regia di J. S. Cardone (2001)
- Pressure, regia di Richard Gale (2002)
- Cruel Intentions 3, regia di Scott Ziehl - direct to video (2004)
- Road Kill, regia di Gary Hawes - cortometraggio (2004)
- San Valentino di sangue 3D (My Bloody Valentine 3D), regia di Patrick Lussier (2009)
- Death Artists, Inc., regia di A. M. Hamilton - cortometraggio (2012)
- Criticized, regia di Carl T. Evans (2013)
- Produce, regia di Chris Dowling (2014)
- What an Idiot, regia di Peter Benson (2014)
- Criticsized, regia di Carl T. Evans (2016)

### Televisione
- Così gira il mondo (As the World Turns) – soap opera, 24 episodi (1996-1997)
- Baywatch – serie TV, episodio 9x05 (1998)
- Dawson's Creek – serie TV, 113 episodi (1998-2003)
- CSI - Scena del crimine (CSI: Crime Scene Investigation) – serie TV, episodio 1x07 (2000) - non accreditato
- Oltre i limiti (The Outer Limits) – serie TV, episodio 7x19 (2002)
- Assemblaggio cruciale (Critical Assembly), regia di Eric Laneuville - film TV (2003)
- Miss Match – serie TV, episodio 1x10 (2003)
- Streghe (Charmed) – serie TV, 10 episodi (2004-2005)
- CSI: Miami – serie TV, episodio 3x18 (2005)
- The Closer – serie TV, episodio 1x08 (2005)
- E-Ring – serie TV, 16 episodi (2005-2006)
- Justice - Nel nome della legge (Justice) – serie TV, 13 episodi (2006-2007)
- CSI: NY – serie TV, 4 episodi (2007)
- Eli Stone – serie TV, 5 episodi (2008-2009)
- The Forgotten – serie TV, episodio 1x02 (2009)
- Life Unexpected – serie TV, 26 episodi (2010-2011)
- NCIS - Unità anticrimine (NCIS) – serie TV, episodi 8x23-8x24 (2011)
- American Girl - Il mondo a colori di Saige (Saige Paints the Sky), regia di Vince Marcello – film TV (2013)
- The Fosters – serie TV, 19 episodi (2014-2018)
- Criminal Minds – serie TV, episodio 10x01 (2014)
- Stalker – serie TV, episodio 1x13 (2015)
- Agents of S.H.I.E.L.D. – serie TV, episodi 4x04-4x05-4x06 (2016)
- Doubt - L'arte del dubbio (Doubt) - serie TV, episodi 1x08-1x12 (2017)
- Wisdom of the Crowd - serie TV, episodio 1x13 (2018)
- NCIS: Los Angeles - serie TV, episodi 10x14-10x15 (2019)
- Into the Dark - serie TV, episodio 2x02 (2019)
- Riverdale - serie TV, 9 episodi (2019-2020)
- The Resident - serie TV, 3 episodi (2021)

### Regista
- Dawson's Creek – serie TV, episodio 6x09 (2002)

## Doppiatori italiani
Nelle versioni in italiano dei suoi film, Kerr Smith è stato doppiato da:
- Stefano Crescentini in Dawson's Creek, Streghe, Justice - Nel nome della legge, Eli Stone, Life Unexpected, NCIS - Unità anticrimine, Doubt - L'arte del dubbio, Riverdale
- Alessio Cigliano in Stalker, NCIS: Los Angeles, The Fosters
- Nanni Baldini in Final Destination, CSI: Miami
- Massimiliano Manfredi in Assemblaggio cruciale
- Roberto Gammino in Cruel Intentions 3
- Riccardo Rossi in Desert Vampires
- Mirko Mazzanti in Pressure
- Francesco Bulckaen in E-Ring
- Christian Iansante in The Closer
- Giorgio Borghetti in San Valentino di sangue 3D
- Gaetano Lizzio in Criminal Minds
- Edoardo Nordio in Agents of S.H.I.E.L.D.
- Gianfranco Miranda in CSI: NY
- Raffaele Palmieri in The Resident